# The Washington Examiner
The Washington Examiner is een gratis dagelijkse conservatieve krant die wordt gedrukt in Springfield, Virginia maar wordt uitgegeven in Washington D.C., Baltimore en hun voorsteden.

## Geschiedenis
De krant werd oorspronkelijk alleen in de voorsteden van Washington D.C. uitgegeven onder de namen Montgomery Journal, Prince George's Journal en Northern Virginia Journal. Het moederbedrijf, Journal Newspapers Inc., werd in oktober 2004 gekocht door Philip Anschutz. Op 1 februari 2005 veranderde de naam van de krant in de huidige naam en adopteerde een logo en format gelijkaardig aan dat van een andere krant van Anschutz, de San Francisco Examiner.

## Distributie
De krant wordt volledig door advertenties gesteund en wordt gratis gedistribueerd. Het wordt geprint in een "compact" wat soms wordt verwezen als een tabloid formaat, maar niet is in de pejoratieve betekenis. The Examiner verslaat wereld, nationaal, lokaal en sportnieuws. De hoofdredacteur is Stephen G. Smith, de krant heeft een kleine redactie met ongeveer vier verslaggevers per editie. De krant brengt nieuws van persbureaus, schrijvers en meerdere freelance schrijvers.